# Suzanápolis
Suzanápolis là một đô thị ở bang São Paulo của Brasil.
Đô thị này nằm ở tọa độ 20°30'05" độ vĩ nam và kinh độ 51°01'29" độ vĩ tây, trên khu vực có độ cao 350 m.
Dân số năm 2006 ước tính 2.903 người. 

## Sông ngòi
- Sông São José

## Các xa lộ
- SP-595
- SP-310